# Bianca Bertolino
Bianca Bertolino (San Guillermo, 4 de julio de 2002) es una voleibolista argentina que se desempeña en la posición de punta. Formó parte del plantel de la selección argentina que consiguió la medalla de oro en la Copa América 2025 y participó del Campeonato Mundial del mismo año. A nivel de clubes actuó en distintos equipos de la liga argentina y las ligas universitarias estadounidenses para en 2025 fichar por el Il Bisonte Firenze de la serie A1 femenina italiana.

## Biografía
Comenzó la práctica del voleibol en el club Unión San Guillermo de su ciudad natal. De allí paso en 2019 al club Villa Dora, con el que disputó su primer campeonato de liga argentina. Con Villa Dora también disputó el campeonato 2020 (interrumpido por la pandemia de COVID-19), para a finales de año pasar a Gimnasia y Esgrima de La Plata, con el que disputó la liga de 2021, consiguiendo el subcampeonato.
De Gimnasia emigró a Estados Unidos para proseguir sus estudios en el Instituto Tecnológico de Georgia, cuyo equipo universitario (Georgia Tech Yellow Jackets) participa en la NCAA. En 2021, su primer año en el equipo, fue titular en todos los partidos (32) y jugó en todos los sets (112), ganando cinco premios ACC al novato de la semana y siendo incluida en el equipo ideal de debutantes de la temporada.  La siguiente temporada también fue titular en todos los partidos (29), jugando la totalidad de los sets (109), y fue nombrada con mención de honor en el equipo ideal de costa este de la AVCA y en el segundo equipo ideal de la ACC. En 2023 recibió la mención de honor All-American de la AVCA y fue nombrada en el equipo ideal de la ACC.  Finalizó su última temporada en el equipo, en 2024, siendo titular en todos los partidos (31), jugando en todos los sets (119) y sumando 415 puntos (un promedio de 3,48 por set), 50 asistencias, 59 puntos desde el saque, 334 recepciones, cinco bloqueos en solitario y 32 bloqueos en conjunto.
Tras finalizar sus estudios, fue seleccionada en la quinta rueda del draft por el Atlanta Vibe de la Pro Volleyball Federation, una de las ligas profesionales de voleibol de Estados Unidos. La entrenadora Michelle Collier señaló que la consideraba «una jugadora especial, con una ética de trabajo y consistencia que significa mucho para nuestro programa (...) Cualquier organización sería afortunada de tener una jugadora y persona tan equilibrada como ella». Con el equipo de Atlanta disputó 6 sets en cinco partidos.
En julio de 2025 el equipo italiano Il Bisonte Firenze de la serie A1 femenina italiana anunció su contratación para disputar la temporada 2025/6.

## Selección nacional
Con la selección juvenil participó del Campeonato Sudamericano Sub-18 de 2018, donde obtuvo la medalla de oro. Al año siguiente participó del Campeonato Mundial Sub-18, donde Argentina finalizó en el 12.º puesto, con la particularidad de que lo hizo en la posición de libero en lugar de su habitual rol de punta-receptora. El debut en la selección mayor llegó en 2022 en ocasión de una serie de amistosos frente a Perú. En 2024 volvió a ser convocada para una nueva ronda de amistosos, esta vez frente a Corea, en donde en uno de ellos fue nombrada como jugadora más valiosa del partido. El mismo año participó en la Copa Challenger de 2024, mientras que en 2025 ganó la medalla dorada en la Copa América y fue convocada al Campeonato Mundial a disputarse en Tailandia.

## Vida personal
Se graduó en biología en el Instituto Tecnológico de Georgia.